# Liste de tournois de Scrabble francophone
Ceci est une liste des principaux tournois de Scrabble. Il s'agit le plus souvent d'épreuves en Scrabble duplicate mais le Scrabble classique se développe de plus en plus, et la plupart des tournois proposent dorénavant les deux types de compétition.

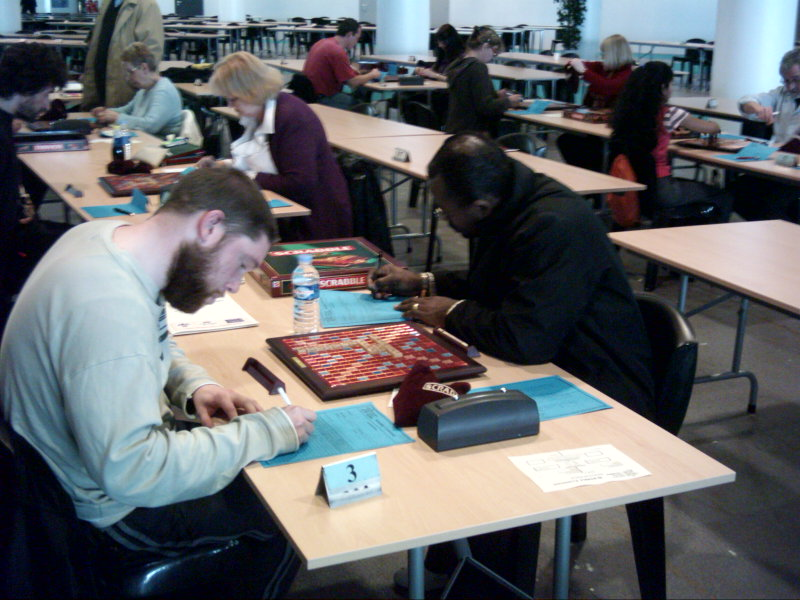
Une partie classique au festival de Cannes

Les tournois sont ouverts à tous les joueurs licenciés à une fédération membre de la Fédération internationale de Scrabble francophone sauf mention contraire.

## Liste de tournois par pays

### Internationaux
- Championnats du monde de Scrabble francophone
- Championnat du monde de Scrabble classique
- Simultané mondial[1]
- Simultané mondial de blitz[1]
- Simultané mondial semi-rapide[1]
- Championnat d'Afrique de Scrabble francophone
- Simultanés panafricains[1]
- Festival de Belgique
- Festival d'Aix-les-Bains
- Festival de Vichy
- Festival de Cannes

### Belgique
- Championnat de Belgique[2]

### France
- Championnat de France duplicate[2]

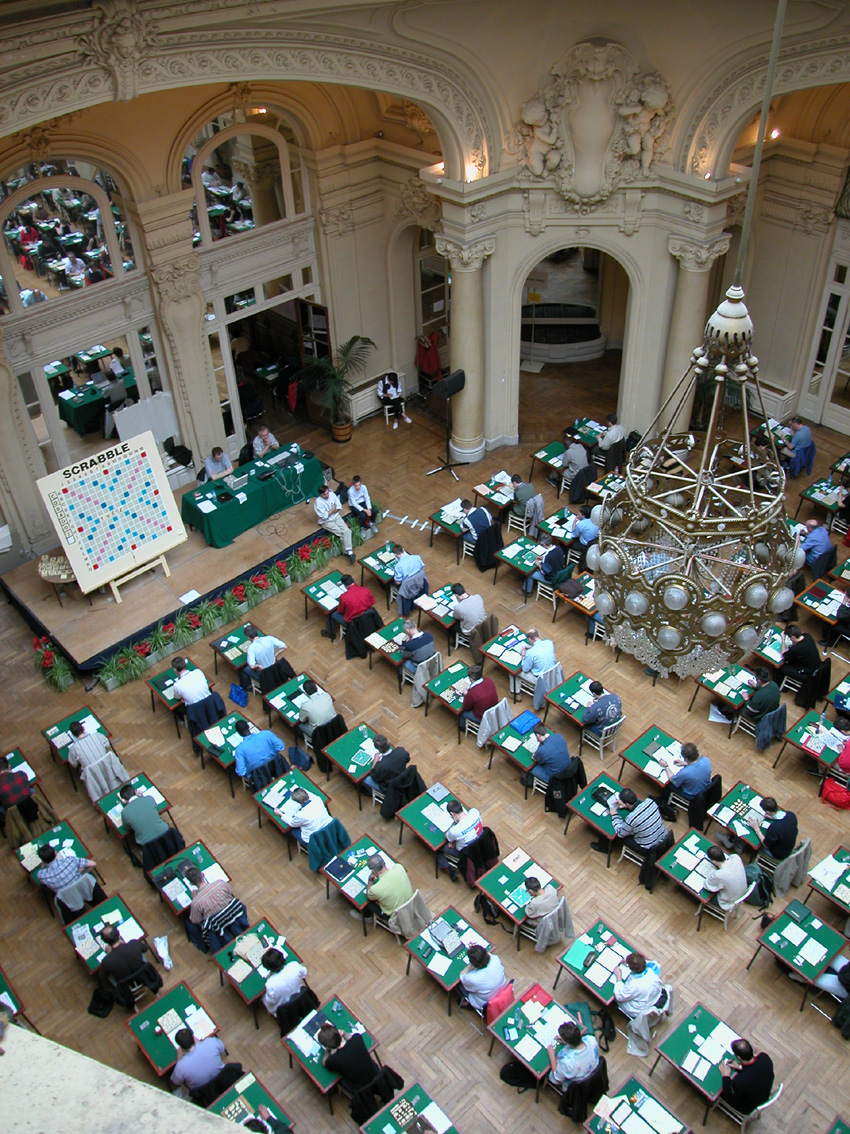
Une partie en cours à Vichy (Photo : F.F.Sc.)

- Championnat de France de Scrabble classique[2]

- Festival de Biarritz
- Festival de La Bresse
- Festival de Capdenac
- Festival de Chamalières
- Festival des Châteaux
- Festival de Chatelguyon
- Festival de Contrexéville
- Festival de Flandres
- Festival de Gréoux-les-Bains
- Festival des Lilas
- Festival de Monflanquin
- Festival de Montpellier
- Festival de La Rochelle
- Festival de Toulouse
- Festival du Touquet
- Festival de Tournefeuille
- Festival de Vaujany

### Liban
- Festival de Beyrouth

### Québec
- Championnat du Québec[2]

### Roumanie
- Championnat de Roumanie de Scrabble francophone
- Festival de Roumanie de Scrabble francophone

### Royaume-Uni
- Festival du Royaume-Uni de Scrabble francophone (le championnat du Royaume-Uni francophone fait partie de ce festival)

### Suisse
- Championnat de Suisse[2]
- Festival de Charmey

### Tunisie
- Championnat de Tunisie[2]